# Restos de la Torre del Castillo de Almayate
Los Restos de la torre del castillo de almayate, o restos de la torre de la alquería de almayate es un monumento catalogado por el Ministerio de Educación, Cultura y Deporte situado en la localidad de Almayate Alto en el municipio de Vélez-Málaga, (provincia de Málaga, España).

## Descripción
Los restos que se conservan pertenecen a parte de la torre de una antigua alquería de la época nazarí. La torre se encontraba en la zona superior de un pequeño cerro en Almayate Alto. Restos de cerámicas encontradas en el yacimiento indican periodos que comprenden desde la época almohade hasta principios de la época cristina.

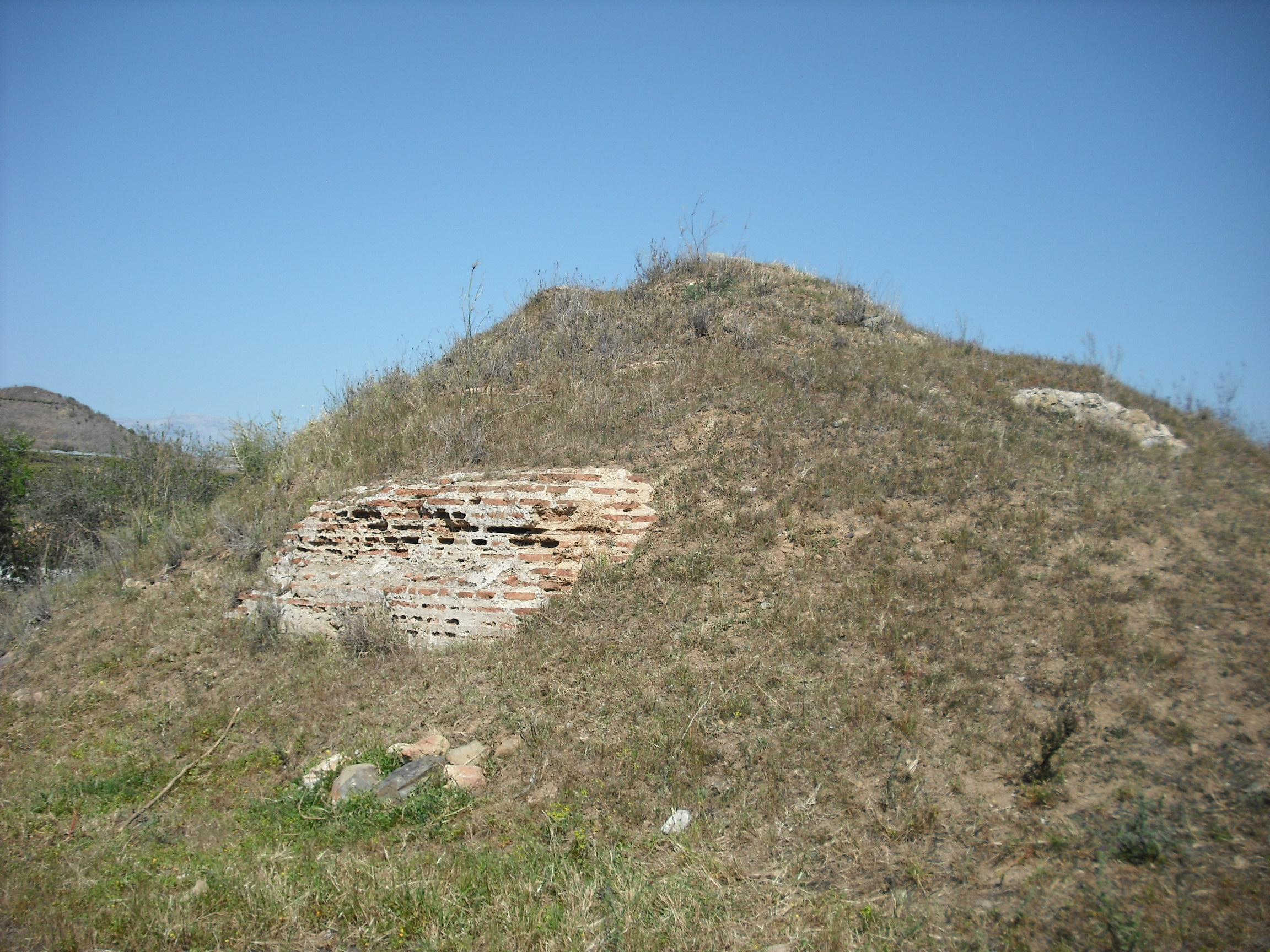
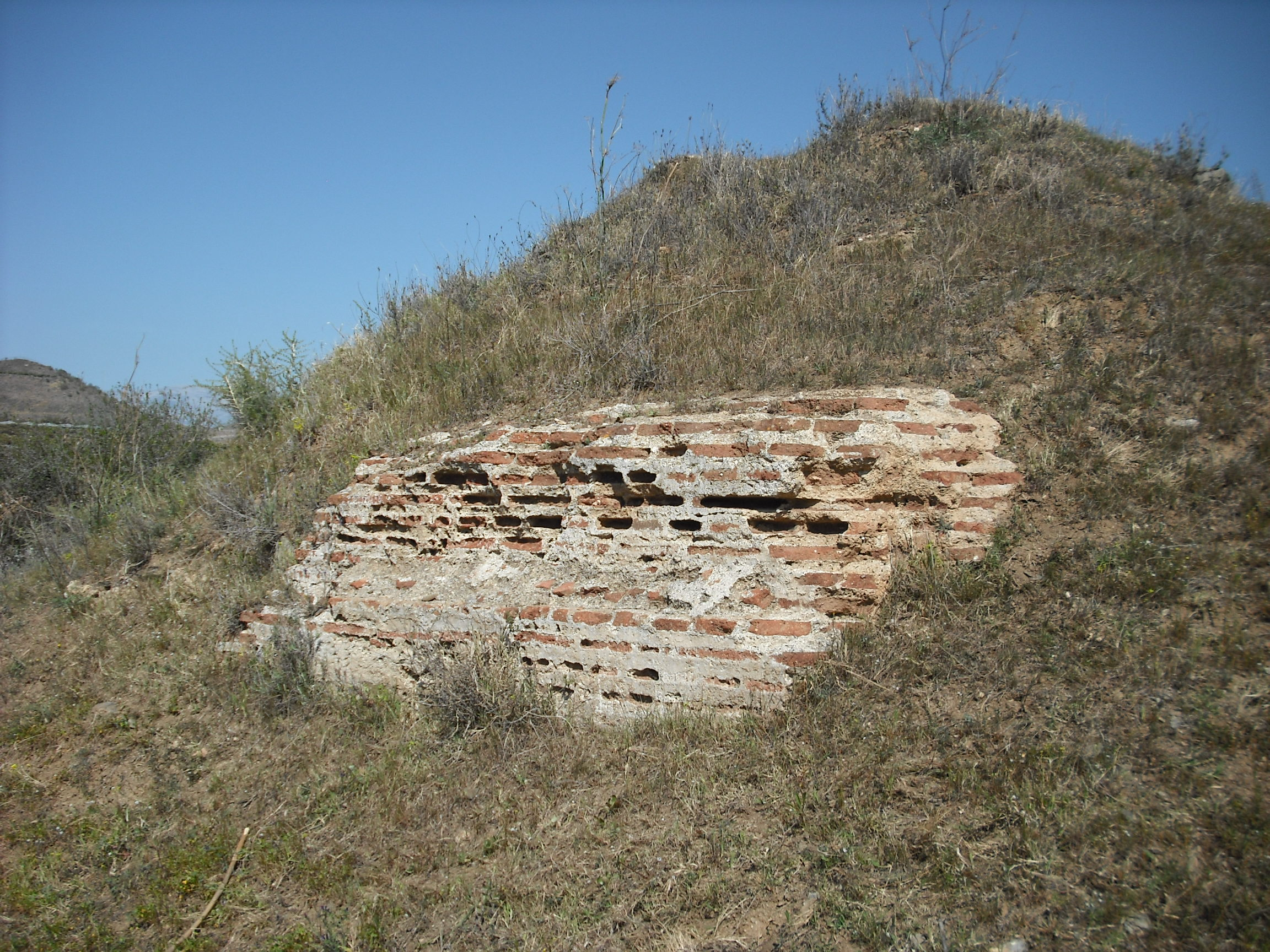
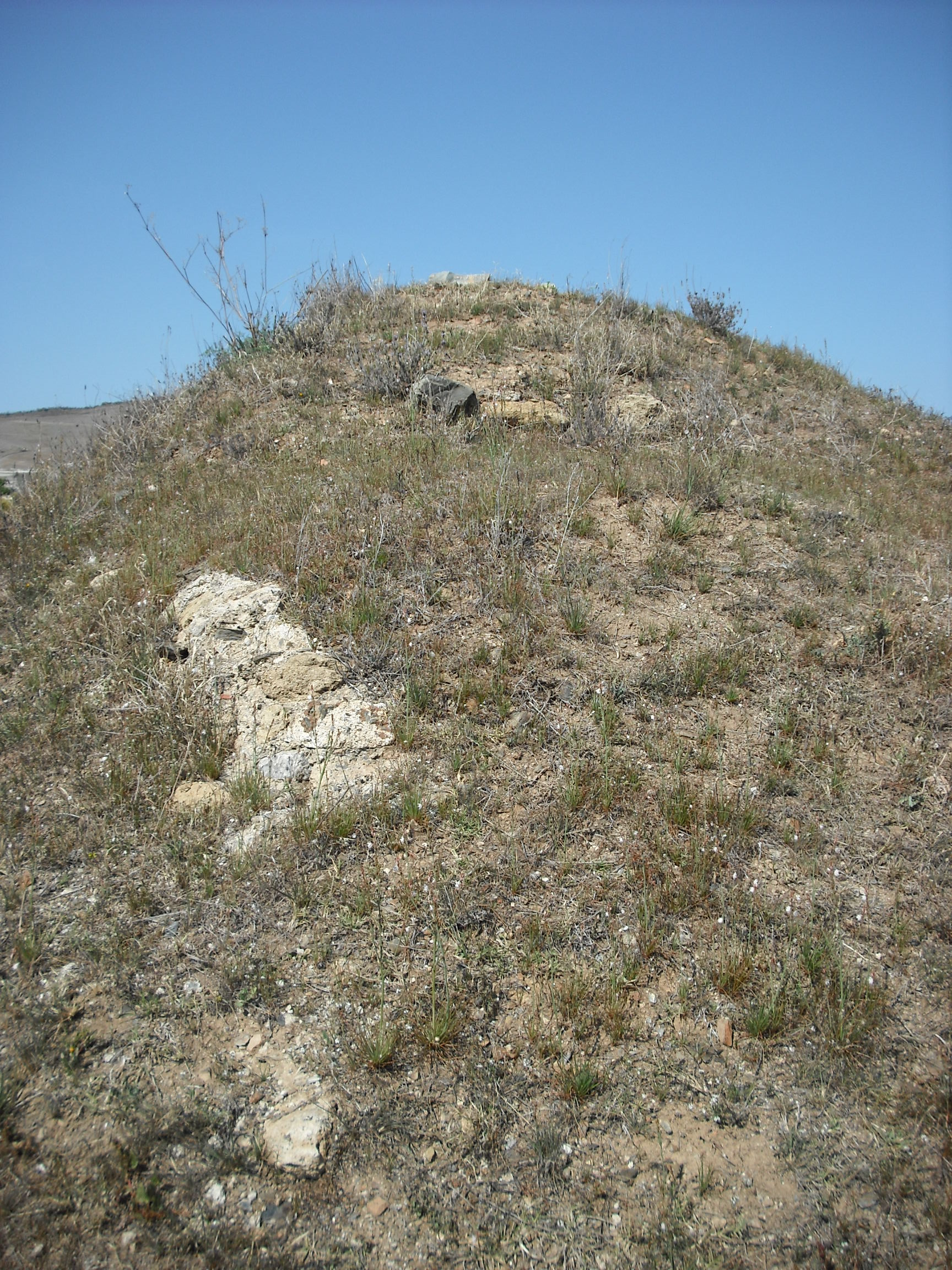
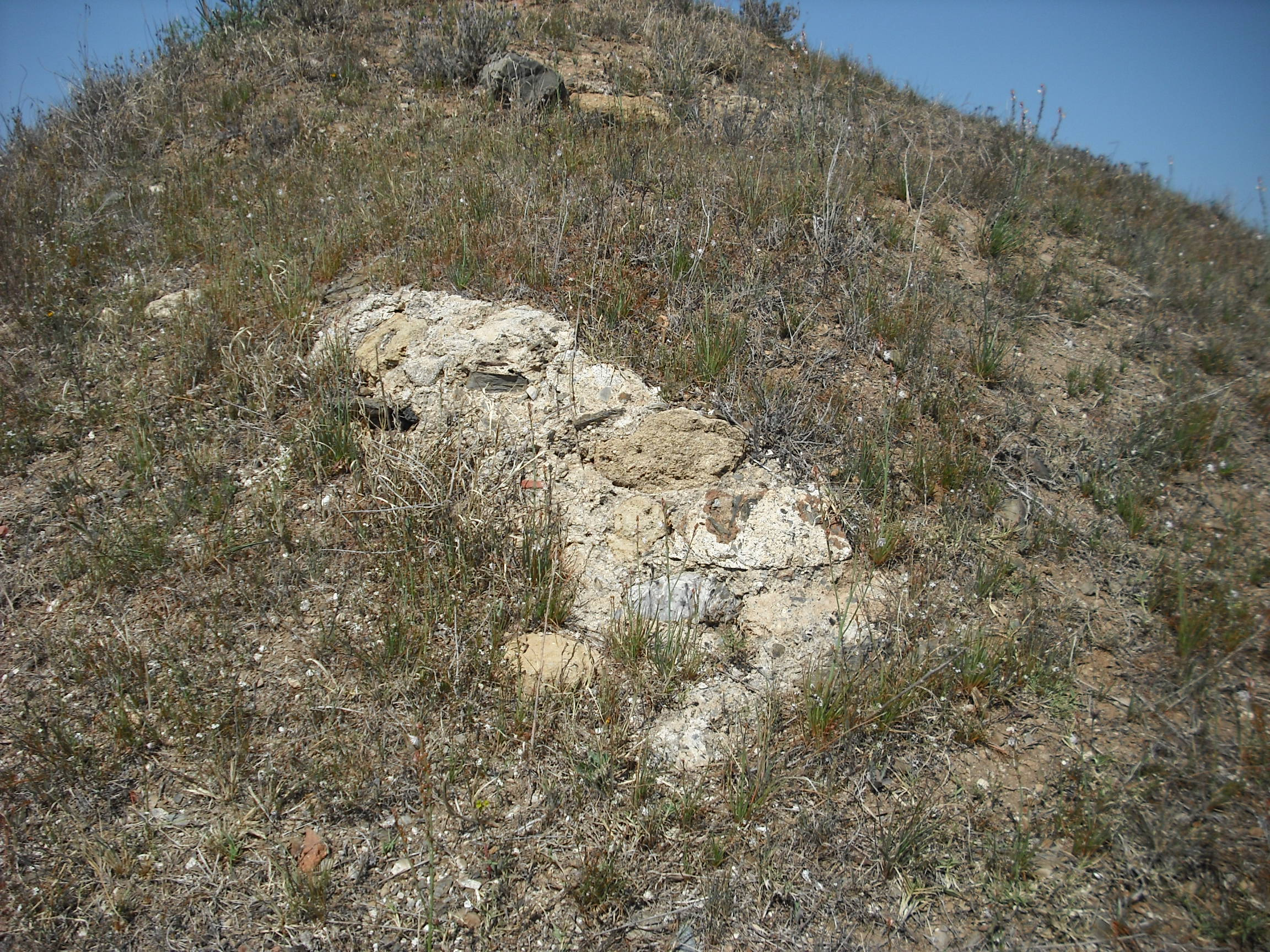